# Nothing Else Matters
Nothing Else Matters är en rockballad inspelad av thrash/heavy metal-gruppen Metallica 1991 på albumet Metallica. Låten är en av Metallicas få ballader. Till en början var många fans starkt kritiska till att Metallica efter fyra album av thrash metal spelade in en ballad. Trots detta är sången idag väldigt populär och spelas fortfarande i många sammanhang.

## Komposition
Sången skrevs av James Hetfield till sin dåvarande flickvän, och betydelsen var att oavsett hur långt det var emellan dem, "no matter how far", så var hon ändå, "so close", nära honom i hjärtat. James tyckte att detta var en mycket personlig sång och ville först inte släppa den men när Lars Ulrich hörde den tyckte han att den skulle vara med på albumet. Numera är sången känd världen över och spelas på de flesta av Metallicas konserter.
Introt på "Nothing Else Matters" är ett arpeggio på E(låg) B G och E(hög) strängarna (detta bildar ett E-moll ackord med en extra oktavton). Dessa noter kan spelas med alla strängar lösa på en standardstämd gitarr (EBGDAE), det vill säga utan att använda vänsterhanden. Det ryktas att detta beror på att James satt i telefon när han gjorde riffet och därför bara hade en hand tillgänglig.
"Nothing Else Matters" har även spelats in med San Franciscos symfoniorkester på konserten Symphony and Metallica och på albumet S&M.
Låten har spelats in av många andra grupper, bland andra Apocalyptica, Die Krupps, Zany, Staind och Wiener Sängerknaben.

## Låtlistor
- Amerikansk singel

1. "Nothing Else Matters" – 6:30
2. "Enter Sandman" (live) – 5:26

- Internationell singel

1. "Nothing Else Matters" – 6:30
2. "Enter Sandman" (live) – 5:26
3. "Harvester of Sorrow" (live) –	6:02
4. "Nothing Else Matters" (demo) – 5:52